# Springer (Nouveau-Mexique)
Pour les articles homonymes, voir Springer.
Springer est une localité américaine située dans le Comté de Colfax, au Nouveau-Mexique. Selon le recensement de 2010, sa population est de 1 047 habitants.